# Christ Church, Spitalfields

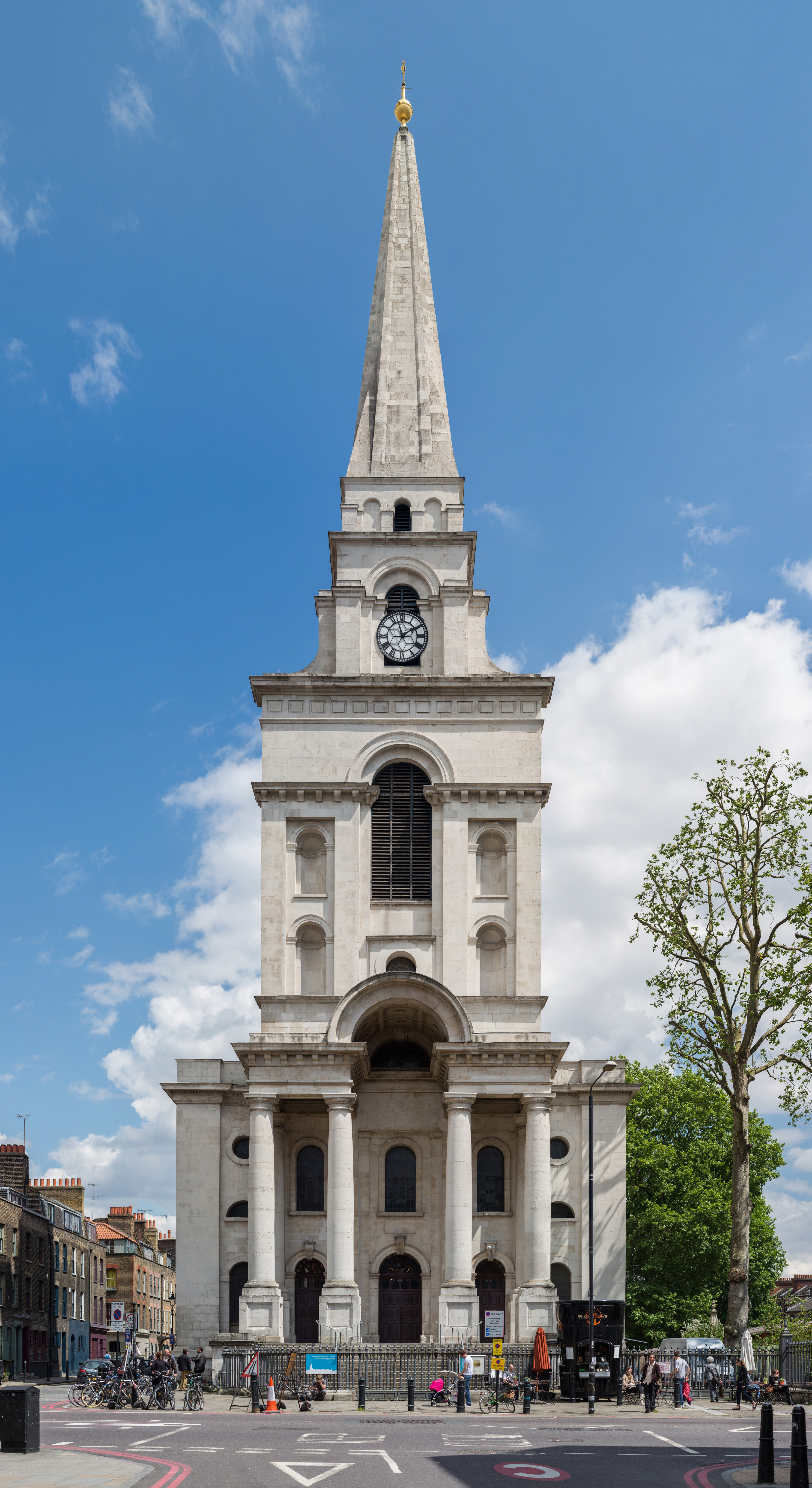
Christ Church, Spitalfields

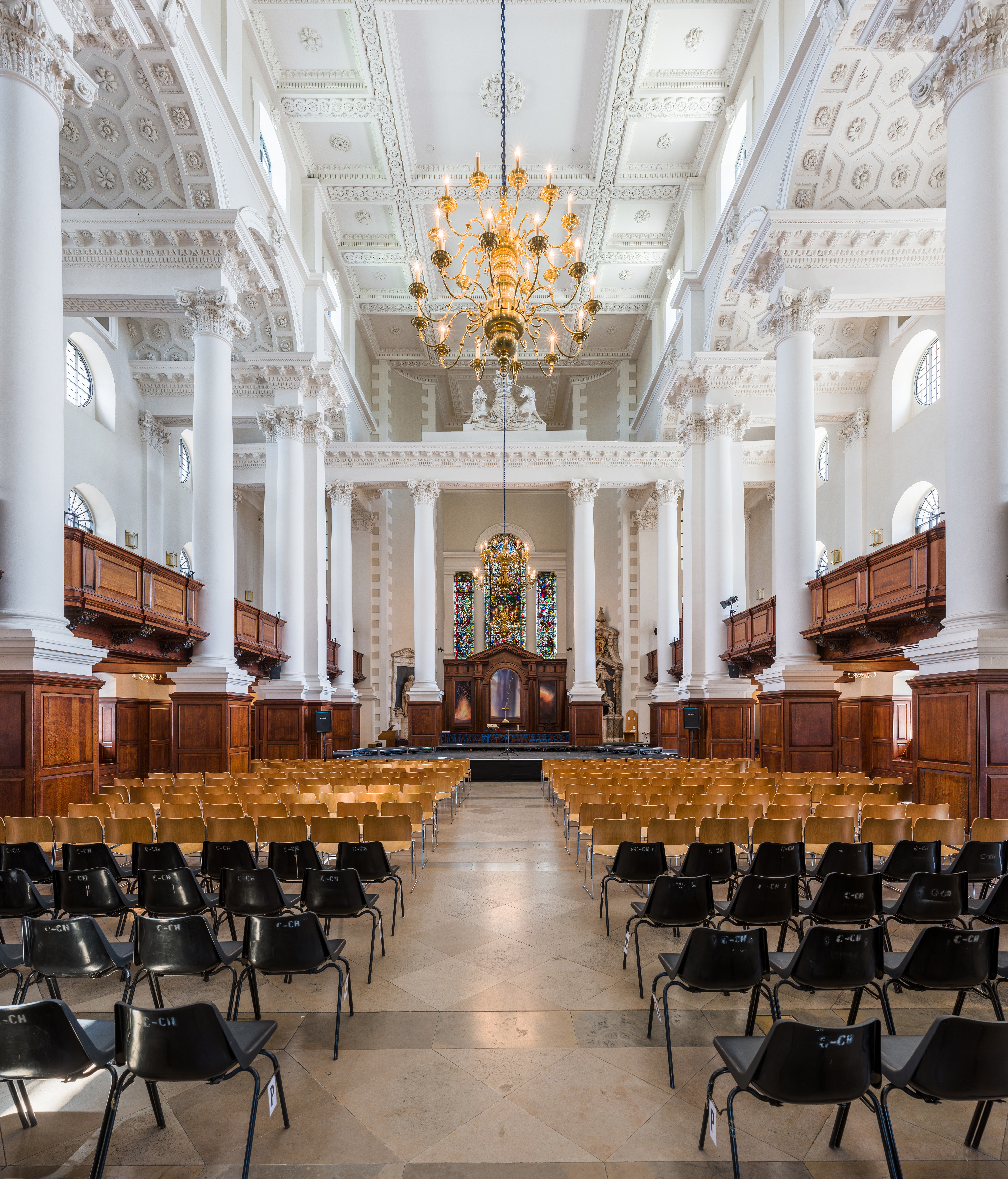
Christ Church, Spitalfields, Innenraum

Christ Church, Spitalfields ist eine anglikanische Kirche im Londoner Stadtteil Spitalfields.
Erbaut wurde Christ Church, Spitalfields 1714 bis 1724 durch den Architekten Nicholas Hawksmoor im Rahmen des 1711 vom britischen Parlament verabschiedeten Kirchenbauprogramms für Fünfzig Neue Kirchen. Das Bauwerk ist im Stil des englischen Barockklassizismus unter Einschluss von palladianischen Elemente ausgeführt.
Dem Kirchenbau vorgesetzt ist ein monumentaler Westbau mit einem Portikus in Form eines monumentalen Palladiomotivs, das sich nochmals im Mittelteil des von einem gotischen Steilhelm bekrönten Turms wiederholt. Als längsgerichtete Basilika über Arkaden mit korinthischen Säulen, und abgeschlossen durch eine Kassettendecke, erinnert die Kirche zunächst an Vorbilder der italienischen Renaissance, wie etwa San Lorenzo in Florenz von Filippo Brunelleschi. Innerhalb des längsgerichteten Raums ist jedoch durch Ausbildung zweier Säulenstellungen als Pfeiler mit Halbsäulenvorlagen ein quadratischer Mittelbereich ausgebildet und die Querachsen des so ausgegrenzten Zentralraums im Sinne einer Raumdynamik betont. Der in einem Palladiomotiv endende Chorraum wird vom Schiff durch eine Chorschranke mit doppelter Säulenstellung abgegrenzt, eine gleichartige Säulenstellung definiert die gegenüberliegende Orgelempore.
Infolge eines Brandes im Jahre 1836 hatte das Bauwerk um 1850 gravierende Veränderungen durch den Abbau der Emporen in den Seitenschiffen und die damit verbundene Verlängerung der Seitenfenster nach unten, das Schließen der Eingänge in den Querachsen und die Vereinfachung des Turmhelms erfahren. Aufgrund des vernachlässigten Bauzustands der Kirche wurden im Rahmen einer vollständigen Restaurierung von 1987 bis 2004 alle Veränderungen zurückgenommen und die ursprüngliche Raumwirkung wiederhergestellt. Zugleich wurde auch die originale, später veränderte Orgel von 1735 mit ihrem originalen Prospekt restauriert. Die abschließende Restaurierung der Krypta erfolgte 2015 bis 2016.